# Fabrizio Caroso
Marco Fabrizio (Fabritio) Caroso (Sermoneta, tra il 1526 e il 1531 – dopo il 1605) è stato uno scrittore, compositore, coreografo e maestro di ballo italiano.

## Biografia
Ben poco si conosce della vita di Caroso, incerte sono anche le date di nascita (ipotizzata tra il 1526 e il 1531) e quella di morte (dopo il 1605). Egli dichiarò di esser stato sotto la protezione dei Caetani, un'importante famiglia di Sermoneta, influente anche a Roma, città ove sarebbe stato introdotto dai suoi protettori. A Roma potrebbe aver trascorso gran parte della sua vita, esercitando la professione di maestro e teorico di ballo e di compositore, dedicando la maggior parte delle sue danze alla dame delle nobili famiglie cittadine.
Caroso fu l'autore di due grandi manuali di danza, considerati al giorno d'oggi una fonte fondamentale, in quanto spiegano i passi di danza e la musica impiegata nei balli della seconda metà del XVI secolo. In questi volumi vengono trattati ben oltre cento tipi di danze, tra le quali spiccano principalmente i balletti. L'importanza dell'opera di Caroso è resa evidente dal fatto che il suo secondo manuale, Nobiltà di Dame, fu usato per la composizione delle danze italiane fino al terzo decennio del XVII secolo.

### Il sonetto del Tasso
Il primo manuale, intitolato Il Ballarino (edito a Venezia nel 1581), ebbe grandi lodi tra le quali è da annoverare un sonetto di elogio del Tasso. Il sonetto fu pubblicato in una successiva edizione dell'opera (Nobiltà delle Dame, Venezia 1605):

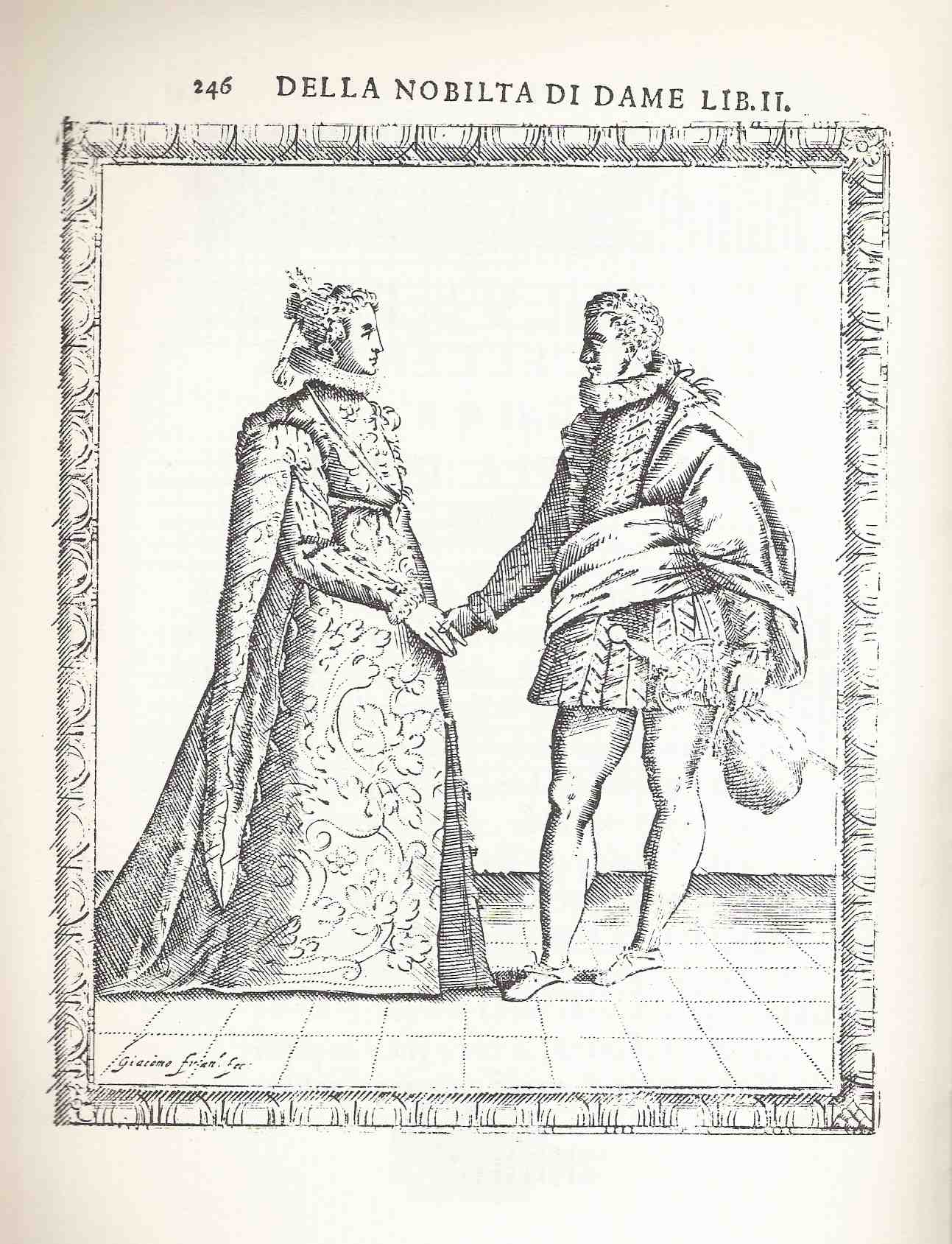
Illustrazione Della Nobiltà di Dame Libro II (ed. 1605) di Marco Fabrizio Caroso

Più d'ogni spirto ei vede e comprende
Se miri come dolce a parte a parte
Di toglier l'armi e la fierezza a Marte
Rinnova l'arte, e i cor ferisce e incede
O fortunato, che sì altera guida
Amor ti mostra, onde tu poi le ingegni
Or col spron, or col fren, mover natura.
E come l'arte a dar la vita ancida
Mille anime in un punto oggi tu insegni,
O nato in miglior anni in tal ventura.»
(Torquato Tasso)

## Scritti
- Il Ballarino di m. Fabrizio Caroso da Sermoneta, diviso in due trattati; nel primo de' quali si dimostra la diversità de i nomi, che si danno a gli atti, & movimenti, che intervengono ne i balli: ... Nel secondo s'insegnano diverse sorti di balli, & balletti ... Ornato di molte figure. Et con l'intavolatura di liuto, & il soprano della musica ..., In Venetia, appresso Francesco Ziletti, 1581.
- Sonetti nella morte del molto r.p.f. Evangelista Marcellino, In Roma, et ristampata in Fiorenza, alle scale di Badia, 1593.
- Nobiltà di Dame del s.r Fabritio Caroso, libro altra volta chiamato Il ballarino, In Venetia, presso il Muschio, 1600. Successiva edizione, "corretto, ampliato di nuovi balli, di belle regole": In Venetia, presso il Muschio, 1600. Edizione recente (ristampa anastatica dell'edizione il Muschio, 1600): Bologna, Forni, 1997.

## Composizioni per liuto
- Ornato di molte figure, et con l'intavolatura di liuto et il Soprano della Musica nella sonata di ciascun Ballo, dedicato a Bianca Capello, Venezia, 1581; seconda edizione con il titolo Della Nobiltà di Dame Libro II, Venezia, 1605.

Ottorino Respighi trascrisse per orchestra, nella sua  Antiche arie e danze per liuto (seconda suite), la composizione per liuto di Caroso Laura soave Balletto con gagliarda, saltarello e canario (1581).